# 天山狗舌草
天山狗舌草（学名：Tephroseris turczaninovii）为菊科狗舌草属下的一个种。

## 扩展阅读
- 維基物種上的相關：天山狗舌草